# رينيه-باتون
رينيه-إيمانويل باتون (بالفرنسية: René-Emmanuel Baton)‏، الذي عُرف باسم رينيه-باتون (بالفرنسية: Rhené-Baton)‏ ـ (5 سبتمبر 1879 ـ 23 سبتمبر 1940) هو قائد أوركسترا ومؤلف موسيقي فرنسي. ولد في مقاطعة نورماندي لأسرة من منطقة بريتاني. كانت له جهود حثيثة في تنمية الذوق العام تجاه الموسيقى الكلاسيكية. أسهم في تأسيس أوركسترا أذربيجان السيمفونية الحكومية.

## روابط خارجية
- رينيه-باتون على موقع ميوزك برينز (الإنجليزية)
- رينيه-باتون على موقع أول ميوزيك (الإنجليزية)
- رينيه-باتون على موقع ديسكوغز (الإنجليزية)